# تعبير لفظي
التعبير اللفظي (بالإنجليزية: Verbalisation)‏، هي العملية التي يُعَبَّر فيها عن الأحداث النفسية المختلفة للفرد بشكلٍ لفظي. مثاله في تنمية الطفل، هو وضع كلمات يُترجم بها ما يحس به الطفل أثناء تعرضه لشيء يصعب عليه استيعابه. وهو يكون بشكلٍ أو آخر صوت يُصاحب الطفل ويمكّنه من استيعاب ما يخالجه من إحساس يصعب عليه التعبير كالخوف والألم.